# Перелік населених пунктів, що постраждали від Голодомору 1932—1933 (Одеська область)

## Зміст
Перелік населених пунктів, що постраждали від Голодомору в Україні 1932—1933 (Одеська область)
Дані наведені згідно видання Національна Книга пам′яті жертв Голодомору 1932—1933 pp. в Україні. Одеська область.

## Алфавітний перелік
| №   | Населений пункт                                                    | Встановлено жертв                                             |
| --- | ------------------------------------------------------------------ | ------------------------------------------------------------- |
| 1   | Августівка (Одеський район)                                        | не менше 42 (стор.738)                                        |
| 2   | Агафіївка                                                          | не менше 38 (стор.831)                                        |
| 3   | Адамівка (Березівський район)                                      | не менше 4 (стор.787)                                         |
| 4   | Адамівка (Подільський район)                                       | не менше 3 (стор.831)                                         |
| 5   | Алтестове                                                          | не менше 3 (стор.738)                                         |
| 6   | Амбарів                                                            | не менше 2 (стор.843)                                         |
| 7   | Ананьїв                                                            | не менше 2 (стор.695)                                         |
| 8   | Ананьїв (село) (Ананьїв Четвертий)                                 | не менше 18 (стор.695)                                        |
| 9   | Ананьїв (село) (Ананьїв Перший)                                    | не менше 3 (стор.695)                                         |
| 10  | Ананьїв (село) (Ананьїв Другий)                                    | не менше 14 (стор.695–696)                                    |
| 11  | Ананьїв (село) (Ананьїв Третій)                                    | не менше 7 (стор.696)                                         |
| 12  | Анастасіївка (Великомихайлівський район)                           | не менше 13 (стор.781)                                        |
| 13  | Анатолівка (Березівський район)                                    | не менше 4 (стор.731)                                         |
| 14  | Ангарт (Ширяївський район)                                         | не менше 2 (стор.897)                                         |
| 15  | Андріяшівка (Подільський район)                                    | 4 (стор.712)                                                  |
| 16  | Армашівка                                                          | не менше 1 (стор.899)                                         |
| 17  | Артирівка                                                          | не менше 4 (стор.829)                                         |
| 18  | Байбузівка                                                         | не менше 75 (стор.864)                                        |
| 19  | Байтали                                                            | не менше 9 (стор.696)                                         |
| 20  | Бакша (Подільський район)                                          | 179 (стор.867)                                                |
| 21  | Балта                                                              | 449 (стор.712)                                                |
| 22  | Барабой (село)                                                     | не менше 39 (стор.852)                                        |
| 23  | Баранове (Іванівський район)                                       | 2 (стор.786)                                                  |
| 24  | Баштанків                                                          | не менше 11 (стор.794)                                        |
| 25  | Бендзари                                                           | 2 (стор.712)                                                  |
| 26  | Березань (Одеський район)                                          | не менше 3 (стор.738)                                         |
| 27  | Березівка                                                          | не менше 3 (стор.732)                                         |
| 28  | Бессарабка (Роздільнянський район)                                 | не менше 11 (стор.781)                                        |
| 29  | Білине                                                             | не менше 1 (стор.713)                                         |
| 30  | Білка (Березівський район)                                         | не менше 3 (стор.786)                                         |
| 31  | Біляївка                                                           | не менше 214 (стор.737)                                       |
| 32  | Троїцьке (Біляївський район((нині неіснуюче)                       | 4 (стор.764)                                                  |
| 33  | Бірки (включене до складу села Шелехове (Подільський район))       | не менше 2 (стор.696)                                         |
| 34  | Бобрик Другий (Подільський район)                                  | не менше 15 (стор.832)                                        |
| 35  | Бобрик Перший                                                      | не менше 9 (стор.832)                                         |
| 36  | Бобрицьке                                                          | не менше 2 (стор.832)                                         |
| 37  | Богданівка (Березівський район)                                    | не менше 2 (стор.843)                                         |
| 38  | Богунове (село)                                                    | не менше 7 (стор.787)                                         |
| 39  | Бокове (Подільський район)                                         | не менше 16 (стор.832)                                        |
| 40  | Болгарка (Одеський район)                                          | не менше 4 (стор.858)                                         |
| 41  | Борсуки (Подільський район)                                        | не менше 20 (стор.713)                                        |
| 42  | Борщевське (Ширяївський район)                                     | 6 (стор.897)                                                  |
| 43  | Борщі (Подільський район, село)                                    | не менше 56(стор.821)                                         |
| 44  | хутір Боусенка (передмістя Одеси)                                  | не менше 1 (стор.678)                                         |
| 45  | Бочманівка                                                         | не менше 58(стор.821)                                         |
| 46  | Боярка (Подільський район)                                         | не менше 2 (стор.696)                                         |
| 47  | Будеї                                                              | не менше 26 (стор.795)                                        |
| 48  | Будячки                                                            | не менше 7 (стор.858)                                         |
| 49  | Булдинка                                                           | не менше 4 (стор.816)                                         |
| 50  | хутір Бурківський (Біляївський район)                              | 2 (стор.738)                                                  |
| 51  | Важне (Одеський район)                                             | не менше 2 (стор.738)                                         |
| 52  | Вакоржани (Біляївський район)                                      | 5 (стор.739)                                                  |
| 53  | Вакулівка                                                          | не менше 5 (стор.858)                                         |
| 54  | Варварівка (Біляївський район)                                     | 2 (стор.739)                                                  |
| 55  | Василівка (Березівський район)                                     | не менше 1 (стор.843)                                         |
| 56  | Василівка (Захарівська селищна громада)                            | не менше 1 (стор.896)                                         |
| 57  | Василівка (Великомихайлівська селищна громада)                     | не менше 1 (стор.782)                                         |
| 58  | Василівка (Вигодянська сільська громада)                           | не менше 19 (стор.739)                                        |
| 59  | Василівка (Зеленогірська селищна громада)                          | не менше 4 (стор.832)                                         |
| 60  | Велика Балка                                                       | не менше 4 (стор.739)                                         |
| 61  | Великий Буялик (тоді Благоєве)                                     | не менше 30 (стор.788)                                        |
| 62  | Велика Василівка                                                   | не менше 17 (стор.833)                                        |
| 63  | Велика Кіндратівка                                                 | не менше 23(стор.822)                                         |
| 64  | Велика Михайлівка                                                  | не менше 5 (стор.781)                                         |
| 65  | Великий Дальник                                                    | 129 (стор.741)                                                |
| 66  | Великий Фонтан                                                     | не менше 4 (стор.822)                                         |
| 67  | Великий Фонтан (Одеса)                                             | 225 (стор.682)                                                |
| 68  | Великобоярка                                                       | -                                                             |
| 69  | Великокомарівка                                                    | не менше 5 (стор.782)                                         |
| 70  | Великоплоске                                                       | не менше 8 (стор.782)                                         |
| 71  | Великофонтанська Балка                                             | не менше 4 (стор.739)                                         |
| 72  | Верхній Куяльник                                                   | не менше 20 (стор.788)                                        |
| 73  | Вигода (Одеський район)                                            | 28 (стор.743)                                                 |
| 74  | Виноградар (Роздільнянський район)                                 | не менше 4 (стор.858)                                         |
| 75  | Вікторівка (Старомаяківська сільська громада)                      | не менше 14 (стор.731)                                        |
| 76  | Вільшанка (Подільський район)                                      | не менше 45 (стор.867)                                        |
| 77  | Войкове (Біляївський район); не існує                              | не менше 1 (стор.743)                                         |
| 78  | Володимирівка (Окнянська селищна громада)                          | не менше 8 (стор.829)                                         |
| 79  | Воробйове (Березівський район)                                     | не менше 1 (стор.782)                                         |
| 80  | Гавиноси                                                           | не менше 1 (стор.829)                                         |
| 81  | Гандрабури                                                         | 40 (стор.697)                                                 |
| 82  | Ганно-Покровка                                                     | не менше 3 (стор.897)                                         |
| 84  | Гвоздавка Друга                                                    | не менше 13 (стор.833)                                        |
| 85  | Гвоздавка Перша                                                    | не менше 3 (стор.833)                                         |
| 86  | Гербине                                                            | не менше 19 (стор.714)                                        |
| 87  | Гетьманівка (Подільський район)                                    | не менше 37 (стор.868)                                        |
| 88  | Гидерим                                                            | 134(стор.822)                                                 |
| 89  | Глибочок (Куяльницька сільська громада)                            | не менше 1 — до 60(стор.822)                                  |
| 90  | Гольма                                                             | не менше 9 (стор.714)                                         |
| 91  | Гонората                                                           | не менше 8 — до 85(стор.822)                                  |
| 92  | Грабове (Подільський район)                                        | не менше 122 (стор.797)                                       |
| 93  | Градениці                                                          | українська сторона — 155; молдавська сторона — 340 (стор.754) |
| 94  | Гребеники (Роздільнянський район)                                  | не менше 3 (стор.782)                                         |
| 95  | Григорівка (Одеський район)                                        | не менше 8 (стор.816)                                         |
| 96  | Григорівка (Подільський район)                                     | не менше 12 (стор.897)                                        |
| 97  | Гуляївка                                                           | не менше 4 (стор.731)                                         |
| 98  | Гулянка (Подільський район)                                        | не менше 4 (стор.829)                                         |
| 99  | Дальник                                                            | не менше 12 (стор.853)                                        |
| 100 | Дальник Перший — тепер частина села Великий Дальник                | 42 (стор.742)                                                 |
| 101 | хутір Дальницький — біля села Великий Дальник ; тепер не існує     | 12 (стор.742)                                                 |
| 102 | Дачне (Одеський район)                                             | 65 (стор.756)                                                 |
| 103 | дача Дейбра (околиці Одеси)                                        | 1 (стор.682)                                                  |
| 104 | Демидівка (Подільський район)                                      | не менше 11 (стор.834)                                        |
| 105 | Демидове                                                           | не менше 4 (стор.731)                                         |
| 106 | Дерибасівка                                                        | 13 (стор.684)                                                 |
| 107 | Джугастрове                                                        | не менше 1 (стор.787)                                         |
| 108 | Дмитрівка (околиці Одеси)                                          | 23 (стор.683)                                                 |
| 109 | Доброжанове                                                        | не менше 2 (стор.756)                                         |
| 110 | Долинське (Подільський район)                                      | 48 (стор.698)                                                 |
| 111 | Долинське-1 — тепер у складі села Долинське (Подільський район)    | не менше 8 (стор.699)                                         |
| 112 | Долинське-3 — тепер у складі села Долинське (Подільський район)    | не менше 12 (стор.699)                                        |
| 113 | Донське (Березівський район)                                       | не менше 3 (стор.731)                                         |
| 114 | Дружелюбівка (Роздільнянський район)                               | не менше 2 (стор.896)                                         |
| 115 | Дубине (Біляївський район; нині не існуюче)                        | не менше 1 (стор.756)                                         |
| 116 | Дубинове                                                           | 272 (стор.873)                                                |
| 117 | Дубки (Подільський район)                                          | не менше 1 (стор.868)                                         |
| 118 | Дубове (Миколаївський район) нині неіснуюче                        | 3 (стор.843)                                                  |
| 119 | Ексарове (Біляївський район; нині не існуюче)                      | не менше 2 (стор.756)                                         |
| 120 | Євтодія                                                            | не менше 44 (стор.715)                                        |
| 121 | Єгорівка (Одеський район)                                          | до 460 (стор.859)                                             |
| 122 | Єлизаветівка (Одеський район)                                      | не менше 11 (стор.859)                                        |
| 123 | Жеребкове                                                          | не менше 1 (стор.699)                                         |
| 124 | Заводівка (Березівський район)                                     | не менше 3 (стор.731)                                         |
| 125 | Загнітків                                                          | не менше 4 (стор.797)                                         |
| 126 | Заплази (село)                                                     | не менше 2 (стор.834)                                         |
| 127 | Захарівка (селище) — тоді Фрунзівка                                | не менше 3 (стор.896)                                         |
| 128 | Златоустове                                                        | не менше 3 (стор.732)                                         |
| 129 | Змієнкове                                                          | не менше 5 (стор.816)                                         |
| 130 | Знам'янка (Березівський район)                                     | 185 (стор.793)                                                |
| 131 | Іванівка (селище, Березівський район)                              | не менше 40 (стор.785)                                        |
| 132 | Іванівка (Любашівська селищна громада)                             | не менше 32 (стор.834)                                        |
| 133 | Іванове (село) (тоді Свердлове)                                    | 54(стор.820)                                                  |
| 134 | Івашків                                                            | не менше 8 (стор.798)                                         |
| 135 | Іллінка (Одеський район)                                           | не менше 27 (стор.757)                                        |
| 136 | Ілліча (Біляївський район; нині не існуюче)                        | не менше 2 (стор.756)                                         |
| 137 | Іллічівка (Чорноморськ)                                            | 80 (стор.695)                                                 |
| 137 | Ісаєве                                                             | не менше 4 (стор.844)                                         |
| 138 | Йосипівка (Березівський район)                                     | не менше 5 (стор.898)                                         |
| 139 | Йосипівка (Подільський район)                                      | 103 (стор.875)                                                |
| 140 | Йосипівка (Роздільнянський район)                                  | не менше 6 (стор.896)                                         |
| 141 | хутір Кабаченко (Біляївський район; нині у складі Дачне)           | 8 (стор.757)                                                  |
| 142 | Калаглія                                                           | не менше 2 (стор.853)                                         |
| 143 | Калинівка (Одеський район)                                         | не менше 8 (стор.816)                                         |
| 144 | Калініна (Біляївський район; нині не існуюче)                      | не менше 1 (стор.757)                                         |
| 145 | Кам'яне (Подільський район)                                        | 97 (стор.877)                                                 |
| 146 | Капустянка                                                         | 16 (стор.877)                                                 |
| 147 | Кармалюківка                                                       | не менше 17 (стор.715)                                        |
| 148 | Кароліно-Бугаз                                                     | не менше 2 (стор.853)                                         |
| 149 | Качурівка                                                          | не менше 41 (стор.823)                                        |
| 150 | Кирилівка (Слобідська селищна громада)                             | не менше 6 (стор.798)                                         |
| 151 | хутір Клейнстрасбург (Біляївський район; нині не існуюче)          | 11 (стор.757)                                                 |
| 152 | Козачий Яр                                                         | не менше 10 (стор.834)                                        |
| 153 | Кодима                                                             | не менше 9 (стор.794)                                         |
| 154 | Кохівка (Подільський район)                                        | не менше 3 (стор.699)                                         |
| 155 | Козацьке (Подільський район)                                       | 44 (стор.716)                                                 |
| 156 | Комарівка (Подільський район)                                      | не менше 8 (стор.835)                                         |
| 157 | Комарівка (Роздільнянський район)                                  | не менше 1 (стор.782)                                         |
| 158 | Конопляне                                                          | не менше 17 (стор.787)                                        |
| 159 | Концеба                                                            | 155 (стор.881)                                                |
| 160 | Коритне (Подільський район)                                        | не менше 4 (стор.716)                                         |
| 161 | Корсунці                                                           | не менше 1 (стор.816)                                         |
| 162 | Коси (Подільський район)                                           | не менше 13 — до 101 (стор.823)                               |
| 163 | Котовка (Березівський район)                                       | не менше 3 (стор.798)                                         |
| 164 | Красносілка (Одеський район)                                       | не менше 47 (стор.817)                                        |
| 165 | Крива Балка (Одеса)                                                | 170 (стор.688)                                                |
| 166 | Крижанівка (Одеський район)                                        | не менше 22 (стор.818)                                        |
| 167 | Кричунове                                                          | 84 (стор.837)                                                 |
| 168 | Круті                                                              | 87 (стор.800)                                                 |
| 169 | Куликівка (Березівський район\|) нині неіснуюче                    | не менше 1 (стор.898)                                         |
| 170 | Куяльник (селище)                                                  | 62 (стор.685)                                                 |
| 171 | Лабушне                                                            | 73 (стор.801)                                                 |
| 172 | Левадівка                                                          | не менше 9 (стор.844)                                         |
| 173 | Левантівка                                                         | не менше 1 (стор.829)                                         |
| 174 | хутір Леніна (Біляївський район; нині не існуючий)                 | 1 (стор.757)                                                  |
| 175 | Ленінське (Одеса) (Преображенське)                                 | 21 (стор.689)                                                 |
| 176 | Роздільнянський район)                                             | 5 (стор.861)                                                  |
| 177 | Липецьке                                                           | не менше 100 — до 415 (стор.825)                              |
| 178 | Лисогірка (Подільський район)                                      | 138 (стор.804)                                                |
| 179 | Лідівка (Березівський район)                                       | не менше 2 (стор.898)                                         |
| 180 | Лісничівка (село)                                                  | не менше 2 (стор.716)                                         |
| 181 | Лозове (Роздільнянський район)                                     | не менше 2 (стор.859)                                         |
| 182 | Любашівка                                                          | не менше 14 (стор.831)                                        |
| 183 | Любомирка (Подільський район)                                      | не менше 2 — до 86 (стор.825)                                 |
| 184 | Люботаївка                                                         | не менше 7 (стор.788)                                         |
| 185 | Люстдорф (Одеса)                                                   | 30 (стор.691)                                                 |
| 186 | Мала Василівка                                                     | не менше 2 (стор.837)                                         |
| 187 | Мала Кіндратівка                                                   | не менше 6 (стор.826)                                         |
| 188 | Мала Слобідка (Подільський район)                                  | не менше 42 (стор.805)                                        |
| 189 | Малий Фонтан                                                       | не менше 2 (стор.826)                                         |
| 190 | Малинівка (Березівський район)                                     | не менше 2 (стор.788)                                         |
| 191 | Мандрівка (Біляївський район; нині не існуюче)                     | 3 (стор.757)                                                  |
| 192 | Маринове                                                           | не менше 2 (стор.732)                                         |
| 193 | Мар'янівка (Березівська міська громада)                            | не менше 2 (стор.732)                                         |
| 194 | Мар'янівка (Ширяївська селищна громада)                            | не менше 18 (стор.898)                                        |
| 195 | Машенька                                                           | не менше 1 (стор.898)                                         |
| 196 | Маяки (Одеський район)                                             | 85 (стор.760)                                                 |
| 197 | Маяки (Одеський район) (Червоні Маяки)                             | 39 (стор.761)                                                 |
| 198 | Миколаївка (Роздільнянський район)                                 | не менше 6 (стор.860)                                         |
| 199 | хутір Миколаївка ([Роздільнянський район]]) — нині неіснуючий      | 2 (стор.860)                                                  |
| 200 | Миколаївка (Старомаяківська сільська громада)                      | не менше 23 (стор.898)                                        |
| 201 | Михайлівка (Любашівська селищна громада)                           | не менше 12 (стор.835)                                        |
| 202 | Михайлівка (тепер у складі села Велика Михайлівка)                 | 5 (стор.782)                                                  |
| 203 | Михайло-Олександрівка                                              | не менше 9 (стор.732)                                         |
| 204 | Михайлопіль                                                        | не менше 1 (стор.788)                                         |
| 205 | Міжлиманські хутори (Біляївський район; нині не існуюче)           | 13 (стор.757)                                                 |
| 206 | Міщанка (тепер у складі села Велика Михайлівка)                    | не менше 1 (стор.782)                                         |
| 207 | Морозівка (Подільський район); нині неіснуюче                      | 5 (стор.826)                                                  |
| 208 | Морозова (село)                                                    | 20-22 (стор.845)                                              |
| 209 | Мошняги                                                            | не менше 10 (стор.717)                                        |
| 210 | Настасіївка (село)                                                 | не менше 11 (стор.845)                                        |
| 211 | Неділкове                                                          | не менше 37 (стор.881)                                        |
| 212 | Незавертайлівка (нині Молдова)                                     | не менше 1 (стор.761)                                         |
| 213 | Немирівське                                                        | не менше 5 (стор.717)                                         |
| 214 | Нерубайське                                                        | 36 (стор.762)                                                 |
| 215 | Нестоїта                                                           | не менше 25 — 224 (стор.826)                                  |
| 216 | Никомаврівка                                                       | не менше 1 (стор.899)                                         |
| 217 | Нова Дофінівка                                                     | не менше 9 (стор.818)                                         |
| 218 | Нова Кульна                                                        | не менше 8 — до 21 (стор.826)                                 |
| 219 | Ново-Біляївка (Біляївський район) нині неіснуюче                   | 5 (стор.762)                                                  |
| 220 | Новогеоргіївка (Подільський район)                                 | не менше 9 (стор.699)                                         |
| 221 | Новоградениця                                                      | не менше 4 (стор.860)                                         |
| 222 | Новогригорівка (Андрієво-Іванівська сільська громада)              | 28 (стор.845)                                                 |
| 223 | Новодмитрівка Друга (Роздільнянський район)                        | не менше 2 (стор.859)                                         |
| 224 | Ново-Іванівка (Ширяївський район)                                  | 4 (стор.899)                                                  |
| 225 | Новокрасне (Подільський район)                                     | не менше 1 (стор.829)                                         |
| 226 | Новомиколаївка (Березівський район)                                | не менше 5 (стор.818)                                         |
| 227 | Новопетрівка (Миколаївська селищна громада)                        | 20 (стор.845)                                                 |
| 228 | Новопетрівка (Роздільнянський район)                               | 32 (стор.783)                                                 |
| 229 | Новопокровка (Березівський район)                                  | 5 (стор.845)                                                  |
| 230 | Новосамарка                                                        | не менше 7 (стор.829)                                         |
| 231 | Новоселівка (Ананьївська міська громада)                           | 43 (стор.701)                                                 |
| 232 | Новоселівка (Великомихайлівська селищна громада)                   | не менше 19 (стор.783)                                        |
| 233 | Новоселівка (Куяльницька сільська громада)                         | не менше 15 — до 108 (стор.826)                               |
| 234 | Новоселівка (Любашівська селищна громада)                          | не менше 32 (стор.837)                                        |
| 235 | Новоселівка (Роздільнянська міська громада)                        | не менше 8 (стор.860)                                         |
| 236 | Новоукраїнка (Роздільнянський район)                               | не менше 1 (стор.860)                                         |
| 237 | Обжиле                                                             | не менше 10 (стор.717)                                        |
| 238 | Оброчне (Україна)                                                  | не менше 3 (стор.826)                                         |
| 239 | Одеса                                                              | не менше 38 000 (стор.678)                                    |
| 240 | Одрадна Балка                                                      | не менше 6 (стор.732)                                         |
| 241 | Овідіополь                                                         | не менше 202 (стор.852)                                       |
| 242 | Одрадове (Одеський район)                                          | не менше 10 (стор.860)                                        |
| 243 | Олександрівка (Долинська сільська громада)                         | не менше 13 (стор.899)                                        |
| 244 | Олександрівка (Любашівська селищна громада)                        | не менше 1 (стор.837)                                         |
| 245 | Олексіївка (Березівський район)                                    | 44 (стор.846)                                                 |
| 246 | Олексіївка (Кодимська міська громада)                              | не менше 4 (стор.805)                                         |
| 247 | Оленівка (Подільський район)                                       | не менше 10 (стор.717)                                        |
| 248 | Осинівка (Березівський район)                                      | не менше 21 (стор.899)                                        |
| 249 | Осички (Подільський район)                                         | не менше 78 (стор.883)                                        |
| 250 | Острівка (Подільський район)                                       | не менше 1 (стор.883)                                         |
| 251 | Павлівка (Подільський район); нині не існуюче                      | не менше 3 (стор.827)                                         |
| 252 | Паліївка (Одеський район)                                          | 14 (стор.763)                                                 |
| 253 | Пасат (село)                                                       | не менше 3 (стор.718)                                         |
| 254 | Пасицели (Балтська міська громада)                                 | не менше 40 (стор.718)                                        |
| 255 | Перейма                                                            | не менше 163 (стор.721)                                       |
| 256 | Переселенці                                                        | 4 (стор.846)                                                  |
| 257 | Перше Травня (Роздільнянська міська громада)                       | не менше 6 (стор.861)                                         |
| 258 | Петрівка (Куяльницька сільська громада)                            | не менше 1 (стор.827)                                         |
| 259 | Петрівка (Любашівська селищна громада)                             | 27 (стор.838)                                                 |
| 260 | Петрівка (Новокальчевська сільська громада)                        | не менше 5 (стор.732)                                         |
| 261 | Петрівка (Стрюківська сільська громада)                            | не менше 11 (стор.788)                                        |
| 262 | Петрове (Одеський район) (тоді Петрівське)                         | 26 (стор.763)                                                 |
| 263 | Петровірівка (тоді Жовтень)                                        | не менше 4 (стор.897)                                         |
| 264 | Петродолинське                                                     | не менше 10 (стор.854)                                        |
| 265 | Пиріжна                                                            | не менше 21 (стор.805)                                        |
| 266 | Писарівка (Подільський район)                                      | 395 (стор.812)                                                |
| 267 | Піщана (Подільський район)                                         | не менше 96 (стор.723)                                        |
| 268 | Платонівка (Роздільнянський район)                                 | не менше 1 (стор.783)                                         |
| 269 | Плоске (Подільський район) (Кайтенівка)                            | не менше 40 (стор.724)                                        |
| 270 | Плоске (Савранський район)                                         | 4 (стор.883)                                                  |
| 271 | Погреби (Любашівський район) нині неіснуюче                        | 9 (стор.838)                                                  |
| 272 | Подільці (Березівський район)                                      | не менше 2 (стор.899)                                         |
| 273 | Познанка Друга                                                     | не менше 22 (стор.839)                                        |
| 274 | Познанка Перша                                                     | 45 (стор.839)                                                 |
| 275 | Покровка (Подільський район)                                       | не менше 9 (стор.839)                                         |
| 276 | Покровка (Роздільнянська міська громада)                           | не менше 1 (стор.861)                                         |
| 277 | Полезне                                                            | не менше 16 (стор.784)                                        |
| 278 | Поліно-Осипенкове                                                  | не менше 3 (стор.784)                                         |
| 279 | Полянецьке (Подільський район)                                     | 793 (стор.894)                                                |
| 280 | Потриваєве (Дальні Млини)                                          | 1 (стор.763)                                                  |
| 281 | Преображенка (Березівський район)                                  | не менше 6 (стор.899)                                         |
| 282 | Прилиманське                                                       | не менше 51 (стор.855)                                        |
| 283 | Причепівка (Березівський район)                                    | не менше 8 (стор.788)                                         |
| 284 | Протопопівка (Одеський район)                                      | 27 (стор.764)                                                 |
| 285 | Прохорове                                                          | не менше 8 (стор.789)                                         |
| 286 | Пужайкове                                                          | не менше 20 (стор.724)                                        |
| 287 | Радісне (Березівський район)                                       | не менше 1 (стор.789)                                         |
| 288 | Ракулове                                                           | не менше 1 (стор.724)                                         |
| 289 | Рикове (Біляївський район((нині неіснуюче)                         | 4 (стор.764)                                                  |
| 290 | Рівнопіль [Миколаївський район) — нині неіснуюче                   | 6 (стор.847)                                                  |
| 291 | Розквіт (село)                                                     | не менше 3-5 (стор.732)                                       |
| 292 | Роксолани (село)                                                   | не менше 67 (стор.856)                                        |
| 293 | Романівка (Березівський район)                                     | 13 (стор.846)                                                 |
| 294 | Росіянівка                                                         | не менше 2 (стор.896)                                         |
| 295 | Ряснопіль                                                          | не менше 2 (стор.732)                                         |
| 296 | Саврань                                                            | не менше 36 (стор.862)                                        |
| 297 | хутір Садки (Роздільнянський район); тепер у складі села Вакулівка | не менше 2 (стор.861)                                         |
| 298 | Санжійка                                                           | не менше 17 (стор.856)                                        |
| 299 | Саражинка                                                          | не менше 38 (стор.725)                                        |
| 300 | Саханське (Роздільнянський район)                                  | не менше 7 (стор.900)                                         |
| 301 | Серби (Подільський район)                                          | не менше 8 (стор.813)                                         |
| 302 | Сергіївка (Любашівська селищна громада)                            | не менше 7 (стор.839)                                         |
| 303 | Середній Фонтан (Одеса)                                            | 35 (стор.690)                                                 |
| 304 | Синицеве (Ширяївський район\|); неіснуюче                          | 8 (стор.900)                                                  |
| 305 | Сінне (Подільський район)                                          | не менше 30 (стор.726)                                        |
| 306 | Скосарівка                                                         | не менше 1 (стор.846)                                         |
| 307 | Слобідка (селище)                                                  | не менше 1 (стор.794)                                         |
| 308 | Слобідка (Кодимський район) — нині неіснуюче                       | не менше 1 (стор.813)                                         |
| 309 | Слюсареве                                                          | не менше 34 (стор.895)                                        |
| 310 | Смолянка (Подільський район)                                       | не менше 19 (стор.813)                                        |
| 311 | Соколове (Березівський район)                                      | не менше 1 (стор.789)                                         |
| 312 | Сокорове                                                           | не менше 3 (стор.784)                                         |
| 313 | Софіївка (Березівська міська громада)                              | не менше 4 (стор.732)                                         |
| 314 | Софіївка (Знам'янська сільська громада)                            | не менше 14 (стор.900)                                        |
| 315 | Софіївка (Миколаївська селищна громада)                            | не менше 5 (стор.846)                                         |
| 316 | Соше-Острівське                                                    | не менше 1 (стор.784)                                         |
| 317 | Ставки (Подільський район) — тоді Чапаєвка                         | не менше 3 (стор.829)                                         |
| 318 | Ставкове (Розквітівська сільська громада)                          | не менше 2 (стор.733)                                         |
| 319 | Ставрове                                                           | не менше 3 (стор.829)                                         |
| 320 | Станіславка (Подільський район)                                    | не менше 10 (стор.828)                                        |
| 321 | Стара Кульна                                                       | не менше 22 — 108 (стор.828)                                  |
| 322 | Степанівка (Любашівська селищна громада)                           | не менше 1 (стор.839)                                         |
| 323 | Стоянове (Великомихайлівська селищна громада)                      | не менше 6 (стор.785)                                         |
| 324 | Стримба (Подільський район)                                        | 45 (стор.813)                                                 |
| 325 | Струтинка (Ананьївська міська громада)                             | не менше 2 (стор.701)                                         |
| 326 | Струтинка (Савранська селищна громада)                             | не менше 1 (стор.895)                                         |
| 327 | Сухий Лиман                                                        | не менше 23 (стор.857)                                        |
| 328 | Сухомлинове                                                        | не менше 1 (стор.789)                                         |
| 329 | Тимкове                                                            | не менше 10 (стор.813)                                        |
| 330 | Точилове                                                           | 55 (стор.702)                                                 |
| 331 | Троїцьке (Одеський район)                                          | 251 (стор.770)                                                |
| 332 | Троїцьке (Подільський район)                                       | не менше 2 (стор.840)                                         |
| 333 | хутір Троїцький (Біляївський район) нині неіснуючий                | 4 (стор.770)                                                  |
| 334 | Усатове                                                            | 93 (стор.772)                                                 |
| 335 | Федорівка (Куяльницька сільська громада)                           | не менше 1 (стор.828)                                         |
| 336 | Федосіївка (Подільський район)                                     | не менше 4 (стор.829)                                         |
| 337 | Фонтанка (село)                                                    | не менше 11(стор.820)                                         |
| 338 | Холодна Балка (Одеський район)                                     | не менше 9 (стор.772)                                         |
| 339 | Хоминка                                                            | не менше 5 (стор.861)                                         |
| 340 | Христинівка (приєднано до села Хоминка)                            | не менше 5 (стор.861)                                         |
| 341 | Цеханівка                                                          | не менше 1 (стор.829)                                         |
| 342 | Чабанівка (Подільський район)                                      | не менше 7 (стор.840)                                         |
| 343 | Чайківка (Подільський район)                                       | не менше 6 (стор.840)                                         |
| 344 | Чарівне (Березівський район)                                       | не менше 6 (стор.846)                                         |
| 345 | Червона Гірка (Одеський район)                                     | не менше 8 (стор.772)                                         |
| 346 | Чернече (Подільський район)                                        | 213 (стор.730)                                                |
| 347 | Чернове                                                            | не менше 5 (стор.843)                                         |
| 348 | Чогодарівка                                                        | не менше 32 (стор.900)                                        |
| 349 | Чорна (Подільський район)                                          | не менше 1 (стор.829)                                         |
| 349 | Чубаївка                                                           | 75 (стор.693)                                                 |
| 350 | Шайтанка (село)                                                    | не менше 2 (стор.840)                                         |
| 351 | Шаманівка                                                          | не менше 1 (стор.793)                                         |
| 352 | Шевченкове-Кут                                                     | не менше 1(стор.821)                                          |
| 353 | Шелехове (Подільський район)                                       | не менше 6 (стор.703)                                         |
| 354 | Шерове                                                             | не менше 1 (стор.793)                                         |
| 355 | Шершенці                                                           | не менше 66 (стор.815)                                        |
| 356 | Широке (Березівський район)                                        | 26 (стор.847)                                                 |
| 357 | Ширяєве                                                            | не менше 9 (стор.897)                                         |
| 358 | Шкарбинка                                                          | не менше 2 (стор.840)                                         |
| 359 | Шляхове (Подільський район)                                        | не менше 14 (стор.732)                                        |
| 360 | Янишівка                                                           | не менше 15 (стор.840)                                        |
| 363 | Ясенове Друге                                                      | 96 (стор.843)                                                 |
| 364 | Ясенове Перше                                                      | не менше 19 (стор.841)                                        |
| 365 | Яськи                                                              | 359 (стор.781)                                                |